# Libell (litteratur)
Libell (från latinets libellus= liten bok) är en flygskrift eller smädesskrift.
Kända stridsskrifter för kännedom om 1300-talets svenska politik är Libellus de Magno Erici rege (riktad mot Magnus Eriksson) och Libellus magnopolensis (en stridsskrift till förmån för Albrekt av Mecklenburg).